# Charops spinitarsis
Charops spinitarsis är en stekelart som beskrevs av Cameron 1905. Charops spinitarsis ingår i släktet Charops och familjen brokparasitsteklar. Inga underarter finns listade i Catalogue of Life.